# استان سیلیسترا
استان سیلیسترا (به بلغاری: Област Силистра) یکی از استان‌های کشور بلغارستان است.
مرکز این استان شهر سیلیسترا می باشد.

## ساختار جمعیتی
بلغارها ۵۹ % و ترکها ۳۴ % جمعیت این استان را تشکیل می دهند.

## اقتصاد
معروفیت این استان بخاطر پلیکان‌هایش، زردآلو و کنیاک آن است.
این استان خاکی حاصلخیز دارد و ناحیه‌ای سنتاً کشاورزی است.

## شهرستان ها
شهرهای دیگر آن عبارت‌اند از توتراکان، آلفاتار، دولووو و گلاوینیتسا.